# Petro Porochenko
Cet article possède un paronyme, voir Petro Dorochenko.
Petro Oleksiovytch Porochenko (en ukrainien : Петро Олексійович Порошенко /pɛˈtrɔ ɔlɛkˈsʲijɔwɪtʃ pɔrɔˈʃɛnkɔ/), né le 26 septembre 1965 à Bolhrad, est un homme d'affaires et homme d'État ukrainien, président du pays du 7 juin 2014 au 20 mai 2019.
Chef d'entreprise, il fait notamment fortune dans l'industrie du chocolat. Parallèlement à ses activités professionnelles, il s'engage en politique dans les années 1990.
D'abord membre du Parti social-démocrate d'Ukraine et soutien du président Leonid Koutchma, il participe à la fondation du Parti des régions, avant de devenir un proche de Viktor Iouchtchenko et de rejoindre le Bloc Notre Ukraine. Il est ministre des Affaires étrangères de 2009 à 2010, puis ministre du Commerce et du Développement économique en 2012, sous la présidence de Viktor Ianoukovytch. Dans le même temps, il préside le Conseil de la Banque nationale d'Ukraine.
En 2014, il soutient la révolution de Maïdan et remporte au premier tour l'élection présidentielle anticipée avec 54,7 % des suffrages. Les élections législatives qui suivent lui donnent une majorité au Parlement. Pendant sa présidence, alors qu'il tente de mettre fin à la guerre du Donbass impliquant la Russie et se rapproche des pays occidentaux, sa politique d'austérité et des accusations de corruption font chuter sa popularité. Candidat à sa réélection lors de l'élection présidentielle de 2019, il est battu par Volodymyr Zelensky, obtenant 24,5 % des voix au second tour.
Entré dans l'opposition à Zelensky, il reprend la présidence de son parti, renommé Solidarité européenne et qui arrive quatrième aux élections législatives de 2019. Redevenu député, il fait l'objet d'enquêtes judiciaires, qu'il dénonce comme politiquement motivées. À la suite de l'invasion de l'Ukraine par la Russie, il met en place une milice qui participe à la bataille de Kiev.

## Situation personnelle

### Famille
Petro Oleksiovytch Porochenko naît le 26 septembre 1965 à Bolhrad, dans l'oblast d'Odessa. Il est issu d'une famille russophone. Son père, Oleksi Porochenko, est un ingénieur et fonctionnaire qui a géré plusieurs usines à l'époque soviétique. Sa mère, Eugenia Sergeevna, est comptable.
Il passe son enfance à Bender, en RSS moldave, où son père dirige une usine de construction de machines. De 1984 à 1986, il effectue son service militaire en RSS kazakhe,.

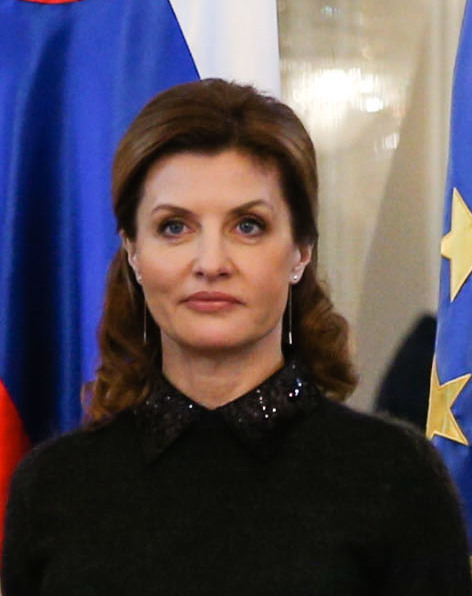
Maryna Porochenko.

En 1984, il se marie avec Maryna Perevedentseva (née en 1962), qui deviendra cardiologue. Ils ont quatre enfants : Oleksi, Ievhenya, Oleksandra et Mykhaylo.

### Études
En 1982, après avoir été un élève dissipé pendant ses études secondaires, il intègre l'enseignement supérieur. Il obtient en 1989 un diplôme d'économie à la faculté de relations internationales et de droit de l'université nationale de Kiev. À l'université, il se lie d'amitié avec Mikheil Saakachvili, futur président de la Géorgie qu'il nommera gouverneur de l'oblast d'Odessa en 2015 avant de le contraindre à l'exil.

### Carrière professionnelle
De 1989 à 1992, il est employé comme assistant au département des relations économiques internationales de l'université nationale de Kiev. Il travaille en parallèle au sein du cabinet de conseil spécialisé en droit des contrats internationaux qu'il a fondé pendant ses études. Dans le même temps, il est directeur adjoint de l'Union des petites entreprises et des entrepreneurs de la République et directeur général d'Exchange House Ukraine.
En 1993, il crée, avec son père et plusieurs autres hommes d'affaires, la société UkrPromInvest, spécialisée dans la confiserie et l'automobile (notamment les autobus). Petro Porochenko est directeur général de la société de sa fondation à 1998, année où il cède ce poste à son père en raison de son entrée au Parlement ukrainien. Il construit sa fortune en profitant de la pénurie de cacao dans les pays d'ex-URSS, où il exporte massivement.
Entre 1996 et 1998, lors de la vague de privatisations, il rachète plusieurs entreprises d'État de confiserie, qu'il fusionne dans le groupe Roshen, ce qui en fait le plus grand producteur de confiseries d'Ukraine. Bien que n'étant pas la plus importante de ses entreprises, l'usine de confiserie de Lipetsk, en Russie, attire l'attention des médias. Ses succès dans l'industrie du chocolat lui valent le surnom de « roi du chocolat ». Il se diversifie dans d'autres secteurs d'activité en détenant plusieurs sites de production d'automobiles et d'autobus, le chantier naval Leninska Kuznya (en), la chaîne de télévision 5 Kanal ou le magazine Korrespondent,,.
Selon le magazine Forbes, sa fortune s’élève en 2014 à 1,3 milliard de dollars, ce qui en fait un des hommes les plus riches d'Ukraine. En mai 2014, quelques semaines avant son accession à la présidence, Bloomberg News estime que sa fortune a diminué de 25 % — à 720 millions de dollars — en raison du boycott de ses produits par la Russie et de la dégradation de l’économie ukrainienne. Dans les mois qui suivent, il est le seul homme d'affaires ukrainien à voir sa fortune s'accroître,. Avec Silvio Berlusconi et Christophe Blocher par le passé, il est le seul dirigeant européen à posséder un tel empire financier. Pendant sa présidence, il ne tient pas sa promesse de vendre le groupe Roshen et dissimule ses activités en ayant recours à des montages opaques,. Il perd alors son statut de milliardaire.
En 2022, sa fortune est estimée à 1,6 milliard de dollars.

## Ascension politique

### Soutien de Koutchma
En 1998, Petro Porochenko est élu député au Parlement (Rada) dans la 12e circonscription (Vinnytsia), devançant de 58 voix l'homme d'affaires Volodymyr Skomarovskyi. Il est alors membre du Parti social-démocrate d'Ukraine (unifié) (SDPU(O)), fidèle au président Leonid Koutchma, dont il intègre le bureau politique. Début 2000, il quitte le SDPU(O). En mai de la même année, il fonde le Parti solidarité d’Ukraine (PSU). Ce mouvement de centre-gauche — d’abord lancé sous la forme d'une faction parlementaire, qu'il préside — rallie plusieurs députés élus en 1998 sous l’étiquette du Parti paysan d’Ukraine (en) et du parti Hromada.
Au cours de l'année 2000, il participe au lancement du Parti du renouveau régional « Solidarité du travail d'Ukraine » (PRVTSU), issu du Parti du renouveau régional d'Ukraine et qui devient l’année suivante le Parti des régions, une formation considérée comme pro-russe et également fidèle à Koutchma. Alors que Petro Porochenko est élu co-président du PRVTSU puis vice-président du Parti des régions, le processus de fusion du PSU avec ce parti est contesté. Dans le même temps, Petro Porochenko soutient le Premier ministre pro-occidental Viktor Iouchtchenko.

### Proche de Iouchtchenko

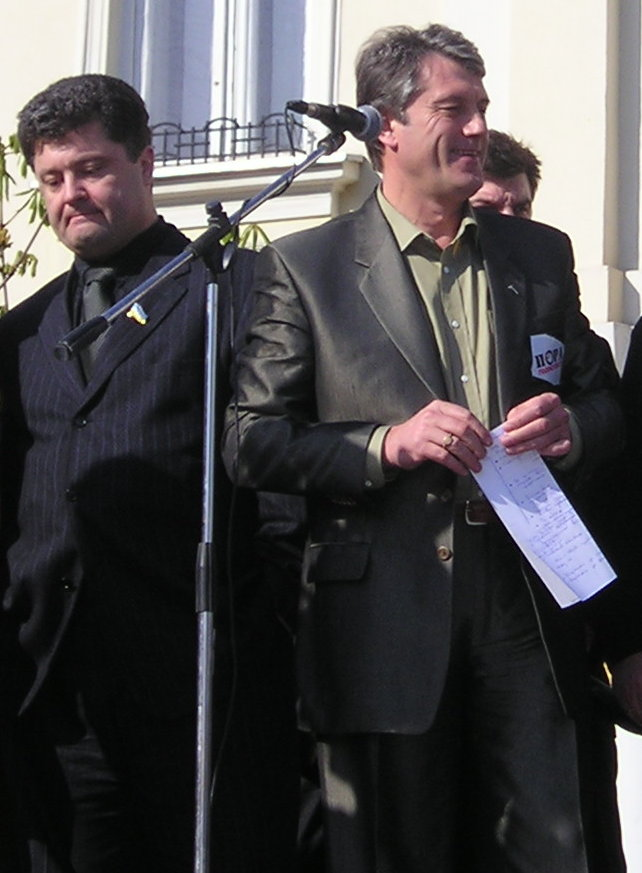
Petro Porochenko et Viktor Iouchtchenko (2004).

En 2001, Petro Porochenko cesse de soutenir Leonid Koutchma. Ne pouvant revenir sur le processus de fusion du PSU avec le Parti des régions, il refonde son parti avec un intitulé proche, Solidarité, dont il prend rapidement la tête et qu'il fait rejoindre la coalition d'opposition pro-occidentale Bloc Viktor Iouchtchenko « Notre Ukraine ». En vue des élections législatives de 2002, et devient chef de campagne du bloc conduit par Viktor Iouchtchenko. La coalition arrive en tête du scrutin et Petro Porochenko est réélu au Parlement. De 2002 à 2005, il préside la commission parlementaire du budget, où il est accusé d’avoir fait perdre 47 millions d’hryvnias à l’État,. Ses activités professionnelles font en outre l'objet de poursuites par les services fiscaux.
Considéré comme étant l’oligarque le plus riche entourant Viktor Iouchtchenko, il est l'une des principales personnalités finançant le Bloc Notre Ukraine et la Révolution orange, pendant laquelle il se montre particulièrement actif sans toutefois chercher à attirer l’attention médiatique,,. Dans le cadre de l’élection présidentielle de 2004, il est directeur de campagne de Viktor Iouchtchenko, auprès duquel il contrecarre l’influence de ses conseillers nationalistes. Il fait alors partie du premier cercle de Iouchtchenko, qui est le parrain de ses filles jumelles,.
En 2005, Petro Porochenko quitte la tête de Solidarité et rejoint le parti Union nationale « Notre Ukraine », nouvellement fondé.
Pressenti au poste de Premier ministre après l’accession de Iouchtchenko à la présidence du pays, il est finalement nommé secrétaire du Conseil de défense et de sécurité nationale d'Ukraine. Son influence est particulièrement importante, ce qui suscite des tensions avec la Première ministre Ioulia Tymochenko. En septembre 2005, il est accusé de corruption pour avoir voulu défendre les intérêts du milliardaire Viktor Pintchouk, qui devait bénéficier de la privatisation de la société d’État Nikopol Ferralloy en l'achetant à 80 millions de dollars, alors que des experts indépendants l’estimaient à un milliard. En réponse à ces accusations, le président Iouchtchenko lui retire son poste et change de gouvernement. L’affaire n’aboutira jamais ; le procureur général du pays, Sviatoslav Piskun, affirme par la suite avoir été limogé pour ne pas avoir poursuivi Ioulia Tymochenko et pour avoir maintenu les poursuites à l'encontre de Petro Porochenko,,.
Petro Porochenko est réélu au Parlement, sur la liste du Bloc Notre Ukraine, en 2006. Il souhaite prendre la présidence du Parlement, ce qui conduit son principal concurrent pour ce poste, le socialiste Oleksandr Moroz, à rompre la coalition gouvernementale pro-occidentale, permettant ainsi le retour de Viktor Ianoukovytch à la tête du gouvernement. Durant la législature, Petro Porochenko préside la commission des finances et des banques,. Il décide de ne pas briguer un quatrième mandat de député en vue des élections législatives de 2007.
Entre 2007 et 2012, alors même qu’il est ministre, il préside le Conseil de la Banque nationale d'Ukraine, dont il est membre du bureau depuis 1999,,.

### Membre du gouvernement

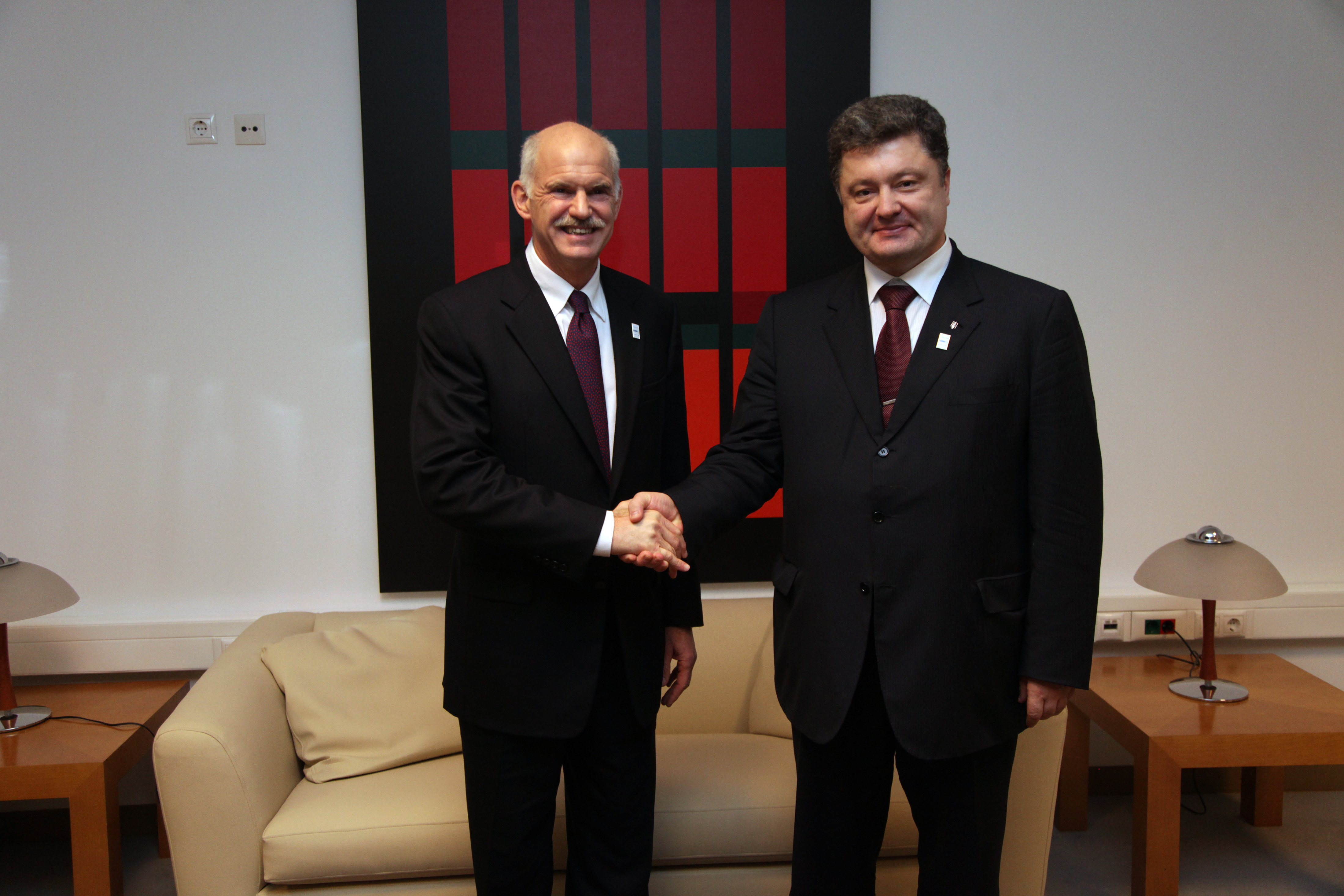
Petro Porochenko et le Premier ministre de Grèce, Giórgos Papandréou, en 2009.

Le 9 octobre 2009, sur proposition du président Iouchtchenko, il est nommé ministre des Affaires étrangères,. Le 12 octobre, Iouchtchenko le réintègre dans le Conseil national de sécurité et de défense. Au Gouvernement, Petro Porochenko soutient la candidature de l'Ukraine à l'OTAN, tout en précisant que l'adhésion de l’Ukraine à l'OTAN n'est pas un but en soi. Le second gouvernement Tymochenko chute le 11 mars 2010, à la suite de l’élection à la présidence de Viktor Ianoukovytch.
Le nouveau président, à tendance pro-russe, déclare néanmoins vouloir coopérer avec Petro Porochenko à l'avenir. En mars 2012, Porochenko est nommé ministre du Commerce et du Développement économique. Il détient ce portefeuille pendant neuf mois. Sans toutefois y adhérer, il se rapproche alors du Parti des régions au pouvoir. Face aux critiques de pro-occidentaux, il déclare avoir accepté d'avoir intégré le gouvernement afin d'œuvrer à l'intégration de l'Ukraine à l'Union européenne et de permettre la libération de Ioulia Tymochenko, emprisonnée pour abus de pouvoir.

### Retour au Parlement
Il se présente aux élections législatives de 2012, à l'issue desquelles il retrouve son mandat de député en étant élu dans la 12e circonscription (Vinnytsia). Il quitte le gouvernement en décembre 2012. Au Parlement, il siège en tant qu'indépendant. Il fait part de son intention de briguer la mairie de Kiev.
En raison de son absence d’activité électorale, Solidarité n’est plus enregistré comme parti politique en 2013, ce qui conduit Petro Porochenko à prendre la tête de l'Alliance nationale pour la liberté et le patriotisme ukrainien « Offensive » (NASTUP), qu'il renomme l'année suivante Union panukrainienne « Solidarité » (BOS),,.
À la fin de l’année 2013, le refus du président Viktor Ianoukovytch de signer l'accord d'association entre l'Ukraine et l'Union européenne provoque les manifestations de Maïdan et sa destitution en février 2014. Les entreprises de Petro Porochenko, notamment Roshen, étaient tout particulièrement affectées par les pressions commerciales russes visant à faire échouer les négociations entre l’Ukraine et l'Union européenne. Pendant la révolte, Petro Porochenko refuse de participer formellement aux discussions menées entre l’opposition et Viktor Ianoukovytch. Il décline ensuite la proposition de rejoindre le nouveau gouvernement, conduit par Arseni Iatseniouk.

### Élection présidentielle de 2014

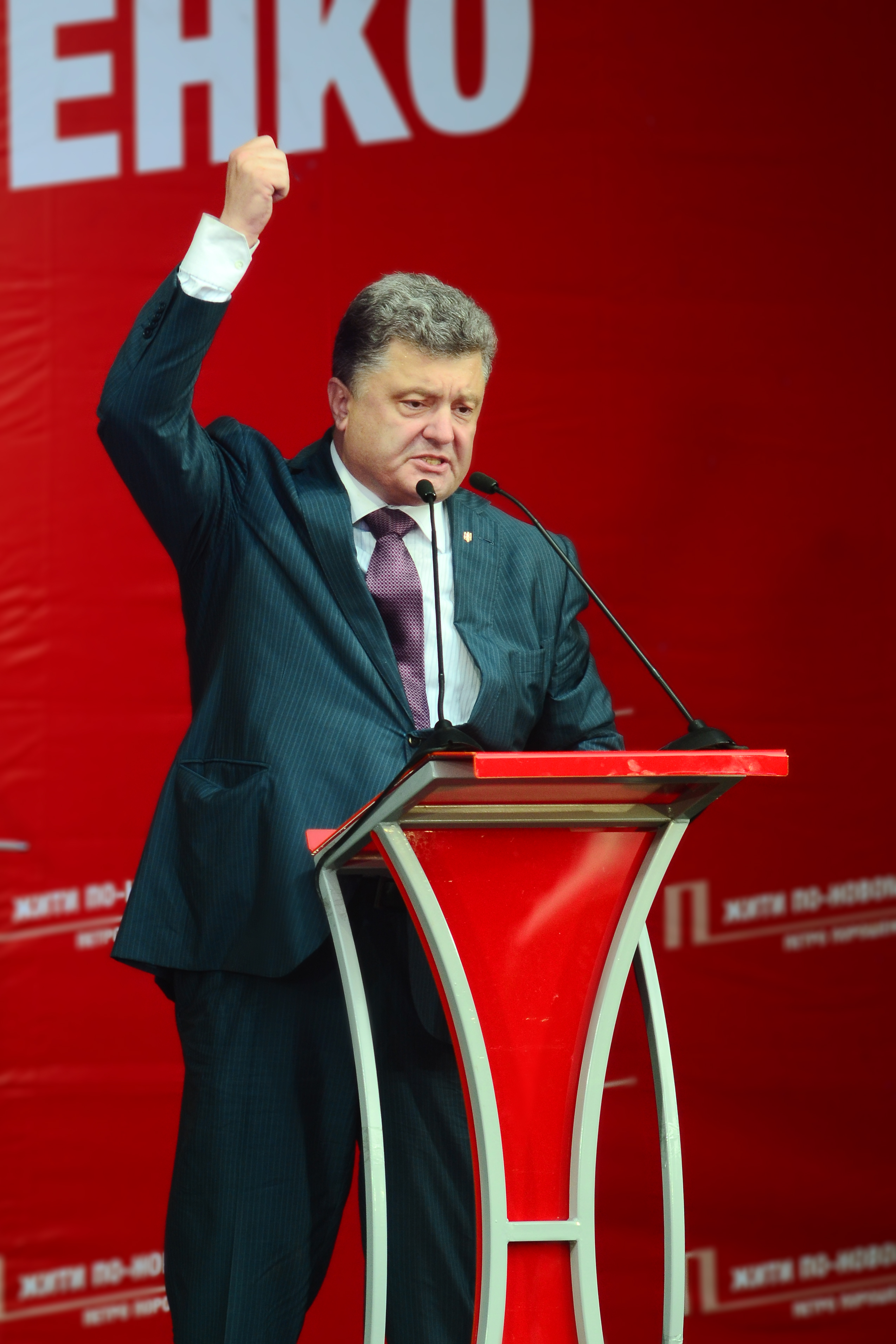
Petro Porochenko lors de la campagne présidentielle de 2014.

Il se porte candidat à l'élection présidentielle anticipée du 25 mai 2014. Lors de la campagne, il reçoit le soutien de l’UDAR de Vitali Klitschko, ainsi que l’appui des États-Unis et de l’Union européenne. Donné grand favori du scrutin, il apparaît en plein conflit militaire comme un candidat de rassemblement, et évite de développer un programme électoral trop précis,. Il est finalement élu avec 54,7 % des suffrages au premier tour,. Seuls 18 millions d’électeurs prennent part au scrutin (25 millions en 2010), le scrutin n’ayant pu se tenir dans une partie de l'Est de l'Ukraine, notamment en Crimée et dans les régions de Donetsk et de Lougansk.

## Président de l'Ukraine

### Débuts

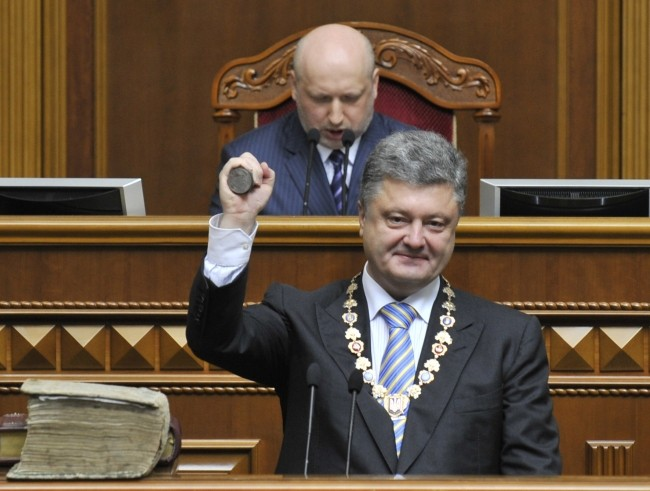
Petro Porochenko lors de sa cérémonie d'investiture.

Il prête serment en tant que président de l'Ukraine le 7 juin 2014. Souhaitant voir Arseni Iatseniouk rester à la tête du gouvernement, il demande le mois suivant au Parlement de ne pas entériner la démission présentée par son Premier ministre,.
En août 2014, il transforme son parti Union panukrainienne « Solidarité » en Bloc Petro Porochenko (BPP), qu'il renomme en Bloc Petro Porochenko « Solidarité » (BPP-S) en août 2015. Dans le même temps, il dissout le Parlement afin d’anticiper les élections législatives, prévues pour 2017. Il justifie sa décision par l'inexistence de coalition parlementaire depuis plus d’un mois. Le 26 octobre, le Bloc Petro Porochenko devient le deuxième parti du pays, avec 21,8 % des suffrages exprimés, derrière le Front populaire du Premier ministre Iatseniouk (22,1 %). Le système électoral permet au Bloc Petro Porochenko et au Front populaire d'obtenir 48 % des sièges au Parlement, ce qui — avec le soutien d'autres formations pro-européennes — assure à Petro Porochenko une majorité parlementaire.

### Guerre du Donbass et conflit avec la Russie

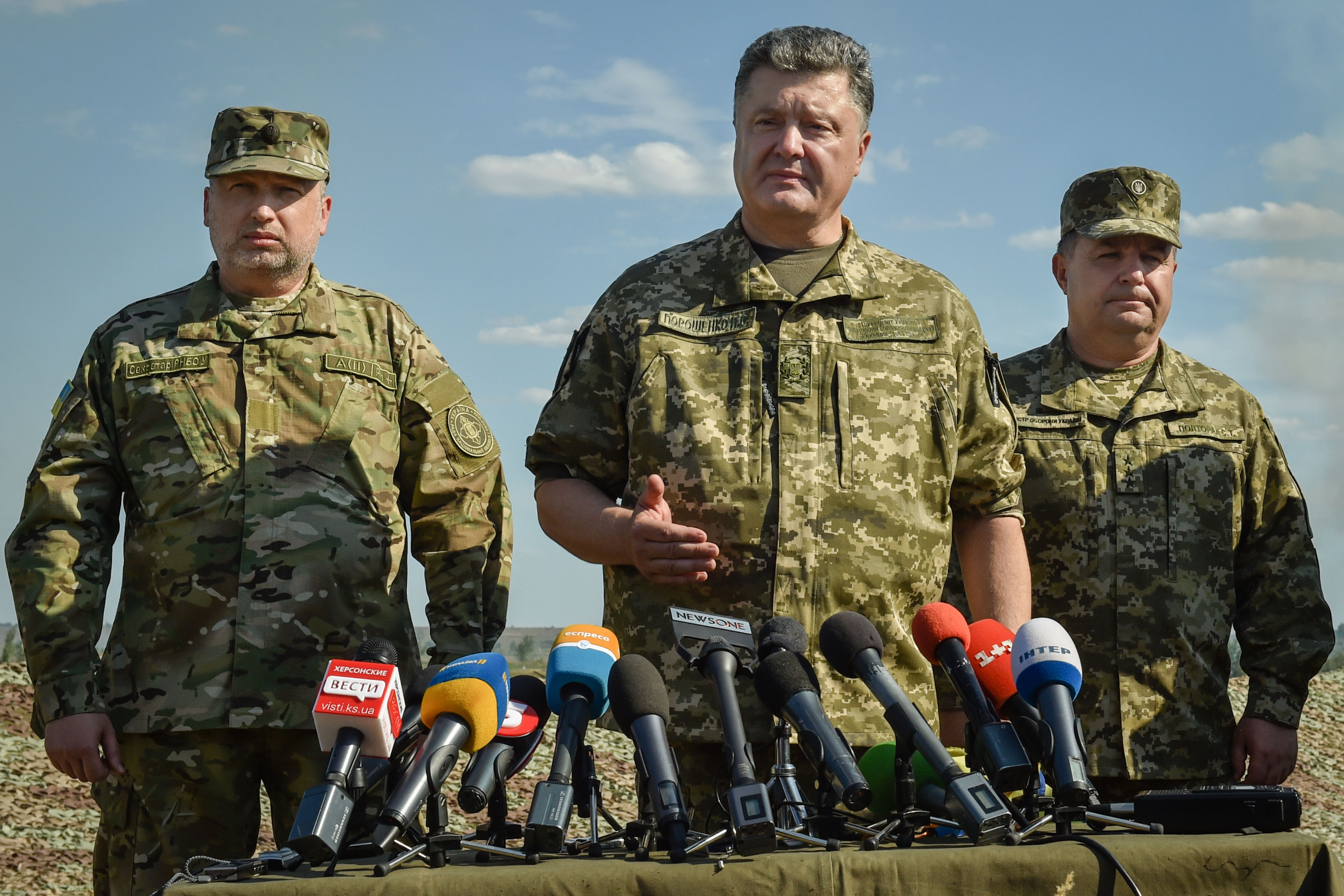
Petro Porochenko avec Oleksandr Tourtchynov et Stepan Poltorak (2015).

En arrivant à la présidence, Petro Porochenko interdit toute coopération militaire avec la Russie et s'oppose à tout rétablissement des liens diplomatiques avec la Russie sans retour de la Crimée dans le giron de l’Ukraine,. Il appelle la Russie à arrêter de fournir des armes aux séparatistes pro-russes. Avec le soutien des États-Unis, il fait passer le budget du secteur de la défense et de la sécurité de 1 % du PIB en 2014 à 5 % en 2018.
Après avoir appelé à un compromis dans le cadre duquel seraient défendus les intérêts des russophones dans l'Est de l'Ukraine, il signe le 5 septembre 2014 le protocole de Minsk, avec les représentants de la Russie, de la république populaire de Donetsk et de la république populaire de Lougansk. Mais cet accord se révèle insuffisant pour mettre fin au conflit, qui fait plus de 10 000 morts entre 2014 et 2018 et conduit à d’importants déplacements de population. Les affrontements s'atténuent cependant au fil des années.
En septembre 2018, au début de la campagne présidentielle et en pleine polémique sur la sécession de l'Église ukrainienne, Petro Porochenko propose le non-renouvellement du traité d'amitié entre l’Ukraine et la Russie,. Il instaure la loi martiale entre novembre et décembre 2018, une première dans l'histoire de l'Ukraine, à la suite d'un incident armé entre des navires ukrainiens et la Russie dans le détroit de Kertch ; il est toutefois contraint par le Parlement de faire passer la mesure de deux à un mois et de la circonscrire à des régions frontalières et côtières des mers Noire et d'Azov,.

### Politique économique
Lors de son arrivée au pouvoir, dans un contexte d'annexion de la Crimée et de guerre civile, l'Ukraine connaît une très forte récession. La crise touche particulièrement les régions de l’Est. À partir de 2016, le pays renoue avec la croissance, les salaires et pensions de retraite progressent à nouveau, tandis que l'inflation diminue,,. Cependant, le déficit budgétaire reste important et le PIB par habitant de l'Ukraine est quatre fois inférieur à celui de la Russie en 2018,.

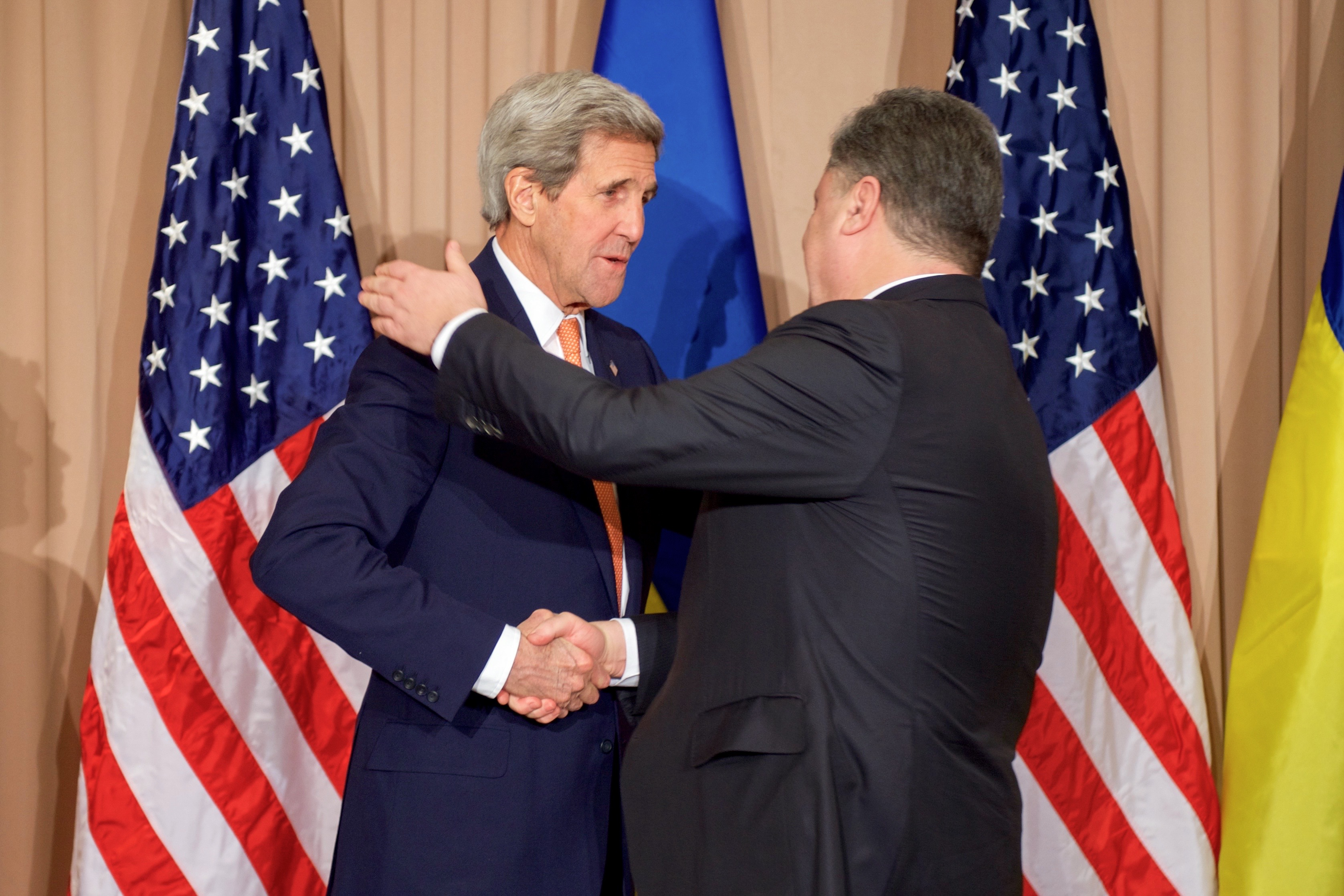
Petro Porochenko saluant le secrétaire d'État américain, John Kerry, au Forum économique mondial (2016).

Afin de s’assurer l’aide financière du Fonds monétaire international (FMI), Petro Porochenko prend l'engagement de réformer le système fiscal et social ainsi que la lutte anticorruption. Il conduit une politique d’austérité économique, augmentant significativement le prix du gaz — précédemment subventionné par l'État et donc source de corruption — et de plusieurs produits alimentaires,,. Le gouvernement procède à des privatisations et réforme également le système de retraites,. En parallèle, après une dévaluation de 200 % de la hryvnia en 2014-2015, la Banque nationale d'Ukraine conduit une politique monétaire orthodoxe,. Cependant, sa promesse de stabiliser la monnaie à hauteur de dix hryvnias pour un dollar est loin d'être atteinte.
Le FMI critique à plusieurs reprises la lenteur de la mise en place des réformes structurelles et de la réduction de la corruption. Dans un rapport publié en 2017, le FMI indique que la corruption est la principale raison pour laquelle l'économie de la Pologne voisine est trois fois plus importante que celle de l'Ukraine alors que leurs productions nationales étaient similaires après la chute du communisme,. Après une période de flottement due à la révolution, les oligarques réaffirment leur emprise sur la gouvernance et l'économie du pays. Le pays souffre également de problèmes démographiques, notamment avec l'émigration de sa population.
Alors que l’Ukraine demeure le pays européen étant le moins libre économiquement, Petro Porochenko affiche son souhait d'améliorer le climat des affaires et de faire revenir les investissements étrangers. En 2016, il promulgue une loi qui réduit les pouvoirs de l'administration fiscale, lui interdisant notamment de conduire des contrôles inopinés de sociétés. La majorité présidentielle libéralise également le contrôle des changes et permet désormais aux entreprises ukrainiennes d'investir à l'étranger sans autorisation préalable de la banque centrale.
En février 2018, après quatre années de conflit entre la Russie et l'Ukraine sur la question de l'énergie, la Cour d'arbitrage de Stockholm condamne la société russe Gazprom à verser 2,6 milliards de dollars à la société ukrainienne Naftogaz pour ne pas avoir livré à l'Ukraine les volumes de gaz prévus pour le transit vers l'Union européenne. Dans le même temps, la Russie et l’Allemagne poursuivent la construction du gazoduc Nord Stream 2, qui pourrait permettre à la Russie de se passer de l’Ukraine pour délivrer son gaz à l’Europe alors que ce transit pèse pour 2 % du PIB ukrainien.

### Poursuite de la décommunisation
Le 15 mai 2015, il promulgue plusieurs lois mémorielles prévoyant notamment le retrait en six mois de tous les monuments communistes ainsi que l'obligation de renommer toute rue ou tout espace public faisant référence au communisme, et punissant la promotion des idées communistes,. Ces lois ne font pas de distinction entre les régimes nazi et soviétique et comprennent une condamnation de leurs symboles et propagandes,. Elles prévoient également la reconnaissance du pays pour toute personne s’étant battue pour l’indépendance de l’Ukraine durant le XXe siècle, ce qui inclut l’Organisation des nationalistes ukrainiens (OUN) et l'Armée insurrectionnelle ukrainienne (UPA), qui prirent part à l’extermination des Juifs en Ukraine et massacrèrent des dizaines de milliers de Polonais pendant la Seconde Guerre mondiale,. Les deux organisations bénéficient désormais d’un hommage national, le 14 octobre. Le vote de ces lois dégrade les relations avec la Russie, qui se montrait pourtant auparavant favorable au principe de la décommunisation.

### Promotion du nationalisme

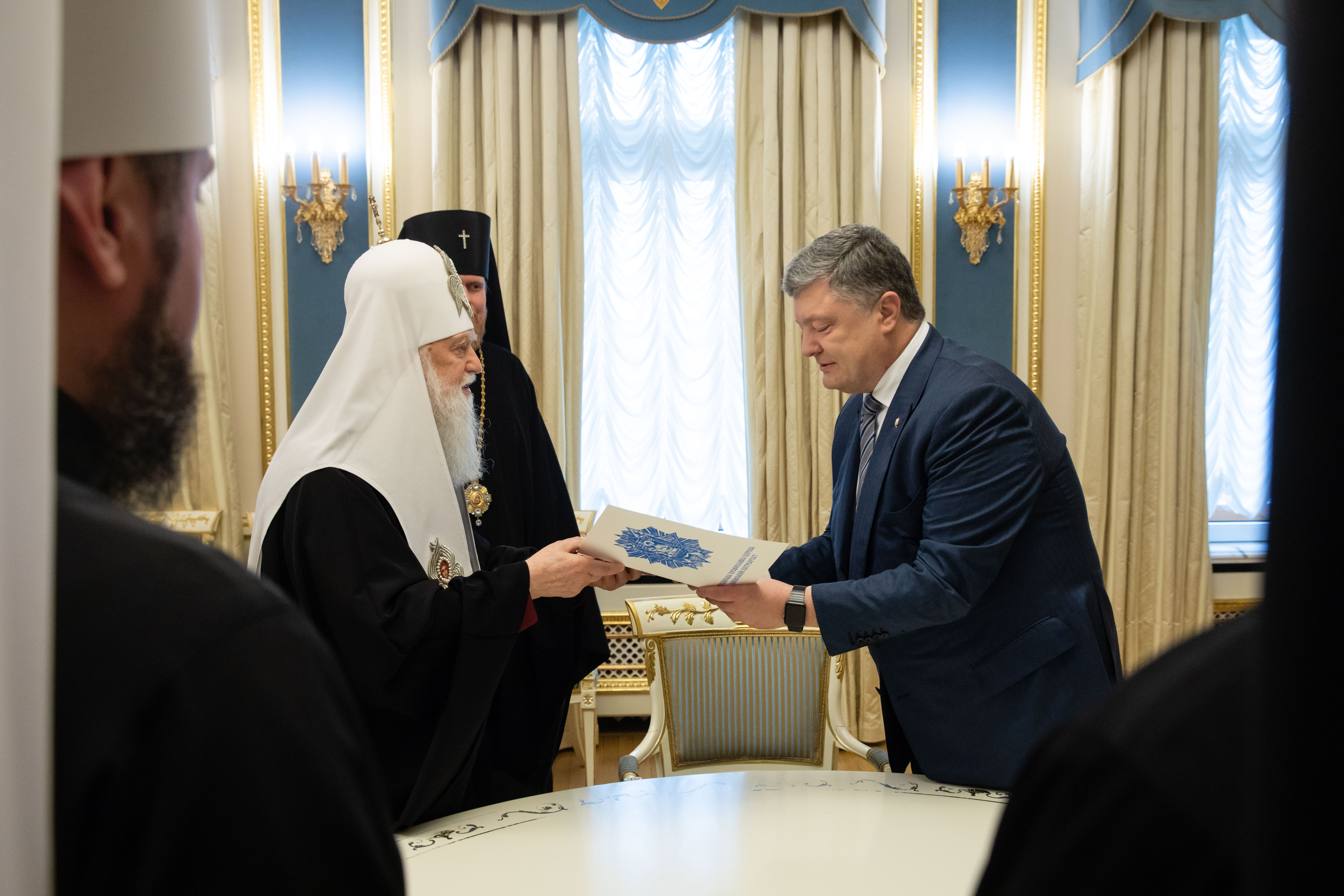
Petro Porochenko et Philarète de Kiev en 2018.

Pendant sa présidence, en plein conflit avec la Russie, il entretient la montée du sentiment nationaliste.
Alors que la religion a gagné en influence parmi les Ukrainiens en pleine guerre du Donbass, il œuvre en 2018 pour la reconnaissance de l'Église orthodoxe d'Ukraine, une décision qui met fin à 332 ans d’autorité spirituelle russe dans le pays. La Russie ne reconnaît pas cette initiative.
Avec le soutien de Petro Porochenko, le Parlement adopte en 2017 une loi prévoyant que l'ensemble de la scolarité dans le pays se fasse en ukrainien. Le texte suscite des critiques de pays voisins de l'Ukraine, inquiets pour les minorités ethniques, qui pouvaient jusqu'alors étudier dans leur langue d’origine (russe, roumain, hongrois ou polonais). La nouvelle législation précise cependant que certains cours en maternelle et en primaire pourront continuer d'être enseignés dans ces langues. Peu après sa défaite à l’élection présidentielle de 2019, Porochenko promulgue une loi renforçant l'usage de la langue ukrainienne au moyen de mesures coercitives, hors sphères privée et religieuse. Sa décision intervient dans un contexte de relations incertaines avec la Russie, qui se dit prête à renouer les relations avec l'Ukraine à la suite de la victoire de Zelensky, tout en prenant la décision d'accorder plus facilement la nationalité russe aux habitants des régions russophones de l’Ukraine.

### Affaiblissement de sa majorité
Petro Porochenko place plusieurs membres de son parti aux postes-clé du pays, notamment Volodymyr Hroïsman à la tête du gouvernement et Iouri Loutsenko comme procureur général d'Ukraine. Ces nominations sont suivies d'accusations de conflits d'intérêts.
Au début de l'année 2016, le parti de Ioulia Tymochenko, Union panukrainienne « Patrie », et le parti nationaliste Autodéfense mettent fin à leur soutien au gouvernement.
En juillet 2017, il déchoit de la nationalité ukrainienne Mikheïl Saakachvili — ancien président de Géorgie et gouverneur de l'oblast d'Odessa —, invoquant un dossier incomplet lors de la demande de naturalisation de celui-ci. Ce faisant, il ouvre la voie à l'extradition en Géorgie de Saakachvili, poursuivi pour abus de pouvoir. Petro Porochenko est alors accusé d'avoir cherché à écarter un possible rival dans l'optique de l'élection présidentielle de 2019, alors que Mikheïl Saakachvili avait fondé son propre parti quelques mois plus tôt. Devenu apatride, ce dernier est contraint à l'exil et ses principaux partisans font dans le même temps l'objet de poursuites judiciaires,.
Dans les mois qui suivent, des manifestations se tiennent dans le pays alors que se multiplient les pressions judiciaires contre des personnalités d'opposition et des ONG.

### Relations internationales

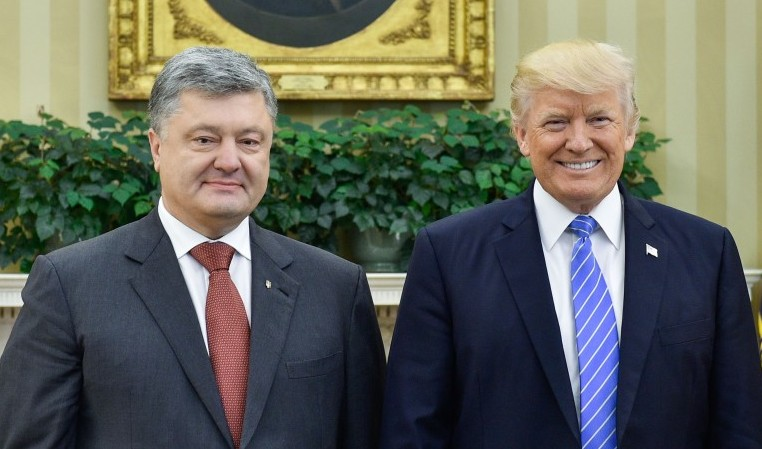
Petro Porochenko avec Donald Trump, en juin 2017.

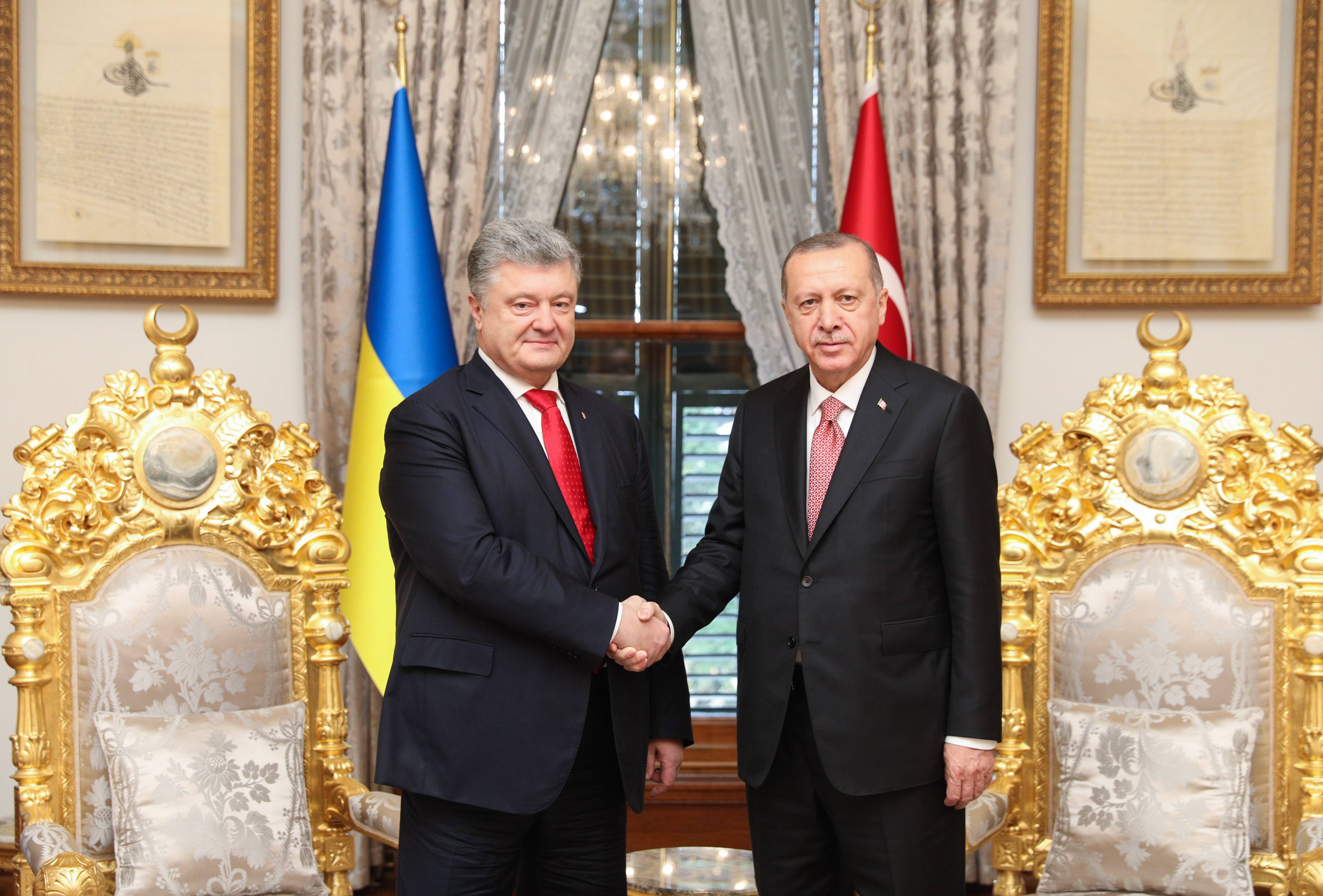
Petro Porochenko avec Recep Tayyip Erdoğan, en novembre 2018.

Le 27 juin 2014, il signe avec l’Union européenne le volet commercial de l’accord d'association auquel s’était opposé Viktor Ianoukovytch. Petro Porochenko affirme que ce jour est pour son pays « le plus important depuis l'indépendance » de 1991, et y voit les prémisses d'une adhésion à l’Union européenne. Cette décision se fait au détriment de l’Union économique eurasiatique, promue par Vladimir Poutine. Le régime sans visa pour les courts séjours de ressortissants ukrainiens dans l'espace Schengen est mis en place en 2017, avec deux ans de retard sur sa promesse de campagne,.
Petro Porochenko soutient également la décision de revenir sur le non-alignement de l’Ukraine, décidé en 2010 par la majorité de Ianoukovytch. Il défend l’adhésion à l’OTAN, considérant qu’il s’agit là d’un moyen d’assurer la sécurité et l’intégrité territoriale du pays, notamment face à la Russie. À partir de 2014, il promet à plusieurs reprises la tenue d'un référendum sur la question,,.
Il fait en 2015 l’objet de critiques du Comité pour la protection des journalistes pour avoir signé un décret interdisant pendant un an l’entrée en Ukraine à près d'une cinquantaine de journalistes et blogueurs étrangers au nom de la sécurité nationale.
En mars 2019, la BBC s’excuse et annonce qu’elle le dédommagera pour avoir affirmé qu'il avait versé en juin 2017 quelque 400 000 dollars à Michael Cohen, avocat de Donald Trump, pour convaincre le président américain de le rencontrer,.

### Scandales financiers et corruption
Alors que plusieurs de ses proches sont visés par des affaires de corruption, il est accusé — y compris par certains de ses anciens partisans et des parlementaires faisant partie de la coalition gouvernementale — de ne pas lutter efficacement contre la corruption. Après que les États occidentaux l'ont contraint à mettre en place en 2015 une agence indépendante chargée des enquêtes de corruption, le Bureau national anticorruption d'Ukraine (NABU), les procès en la matière s’enlisent dans le pays en raison de la multiplication du nombre de poursuites et des manquements du système judiciaire. En 2017, l'Ukraine est classée 130e sur 180 pays dans l'indice de perception de la corruption de Transparency International, qui note une faible amélioration. C’est pourquoi les alliés de l’Ukraine, des parlementaires et militants de la société civile font pression pour que Petro Porochenko accepte l'idée de l'instauration d'une cour anticorruption spécialement chargée de juger les personnes accusées de corruption. Mais le chef de l'État s'oppose longtemps à une telle institution en arguant du fait que peu d’États dans le monde en sont dotés. Dans le même temps, des magistrats considérés comme proches du pouvoir engagent des poursuites contre des membres du NABU. La création d'une Haute Cour anticorruption est finalement votée par le Parlement en juin 2018.
La situation personnelle de Petro Porochenko est également critiquée. Il ne tient pas son engagement de vendre le groupe Roshen et, en 2015, il est le seul, parmi les dix Ukrainiens les plus riches, à voir sa fortune augmenter (de 20 %). En 2016, les Panama Papers révèlent que ses avocats ont bâti une société offshore afin d'abriter plusieurs de ses affaires aux îles Vierges britanniques,. Ce scandale conduit des députés ukrainiens à demander, sans succès, la création d'une commission d’enquête parlementaire. L'année suivante, en 2017, il est cité dans le scandale des Paradise Papers : alors qu'il avait promis de vendre l'ensemble de ses actifs financiers après son élection à la présidence, les documents publiés indiquent qu'il a eu recours à des montages opaques. Il nomme en outre un certain nombre de ses collègues et anciens partenaires professionnels à de hautes fonctions.
Sa campagne pour l’élection présidentielle de 2019 est marquée par une affaire de corruption dans le secteur de la défense : à un mois du scrutin, des journalistes révèlent qu’un système de contrebande d'équipements militaires russes vendus à l’armée ukrainienne quatre fois leur prix a permis à des proches de Petro Porochenko d'obtenir l’équivalent de plus de huit millions d’euros. Ce scandale conduit une partie de l'opposition à lancer une procédure de destitution à l’encontre du chef de l’État pour « haute trahison »,. Il est également critiqué pour l’importance des moyens financiers déployés pour promouvoir sa candidature et pour l’octroi de prestations sociales ciblées à des citoyens ayant au préalable été identifiés comme prêts à voter pour lui.

### Impopularité et défaite à l'élection présidentielle de 2019
Dès 2015, alors que la quasi-totalité des postes à responsabilité sont détenus par ses partisans, son action est abondamment contestée et sa cote de popularité tombe sous les 20 %,. Une majorité d’Ukrainiens lui reproche notamment de s’être enrichi durant son mandat, alors que le pays s’enfonçait dans la crise économique. Sa fortune aurait augmenté de 400 millions de dollars entre 2012 et 2020.
En 2018, le portail analytique  Slovo i Dilo précise qu'il a tenu 41 % de ses engagements de campagne de 2014, mais que ses principales annonces phares (fin de la présence militaire russe dans le Donbass, appréciation de la hryvnia par rapport au dollar, etc.) n'ont pas abouti. Lors des deux dernières années de son mandat, l'institut Gallup indique que l'Ukraine est dans le monde le pays accordant le plus faible taux de confiance à son gouvernement.
|  |

Il annonce sa candidature à un second mandat à l’élection présidentielle de 2019 beaucoup plus tardivement que ses adversaires, le 29 janvier 2019, au Centre d'exposition international,. Sa campagne est axée sur les questions de défense et identitaires. Adoptant pour slogan « armée, langue, foi », il s'affiche davantage nationaliste et conservateur que lors de sa précédente candidature, et évite les sujets économiques,. Il promet notamment le retour de la Crimée dans le giron ukrainien, la poursuite de l’augmentation du budget militaire et l’adhésion du pays à l’UE et à l’OTAN d'ici à 2024. Alors qu’il engage des dépenses de campagne considérables, notamment en utilisant les moyens de l’État, il voit les intentions de vote en sa faveur augmenter sensiblement, se retrouvant au coude-à-coude avec Ioulia Tymochenko, longtemps donnée favorite de l’élection, mais largement derrière le comédien Volodymyr Zelensky.
Le 31 mars 2019, avec 15,95 % des suffrages, il arrive en deuxième position, très loin derrière Zelensky (30,2 %) et devant Tymochenko (13,4 %). Dans l’entre-deux-tours, il demande « pardon » à ses électeurs pour les erreurs commises durant son mandat, et met en avant son expérience sur les questions de défense et internationales face à son adversaire. À l'issue de trois semaines d'un duel marqué par une série d'invectives entre les deux candidats, Petro Porochenko perd le second tour, le 21 avril, recueillant seulement 24,45 % des voix. Il s'agit du moins bon score obtenu par un candidat au second tour d'une élection présidentielle en Ukraine depuis son indépendance. Reconnaissant aussitôt sa défaite, le président sortant annonce sa volonté de poursuivre sa carrière politique.
Alors que ses partisans souhaitaient repousser l'entrée en fonction de Zelensky au-delà du 27 mai 2019 afin que celui-ci ne puisse dissoudre le Parlement (en raison de l'expiration du délai légal de six mois avant la fin de la législature), le Parlement fixe la passation des pouvoirs présidentiels au 20 mai.

## Après la présidence

### Élections législatives de 2019

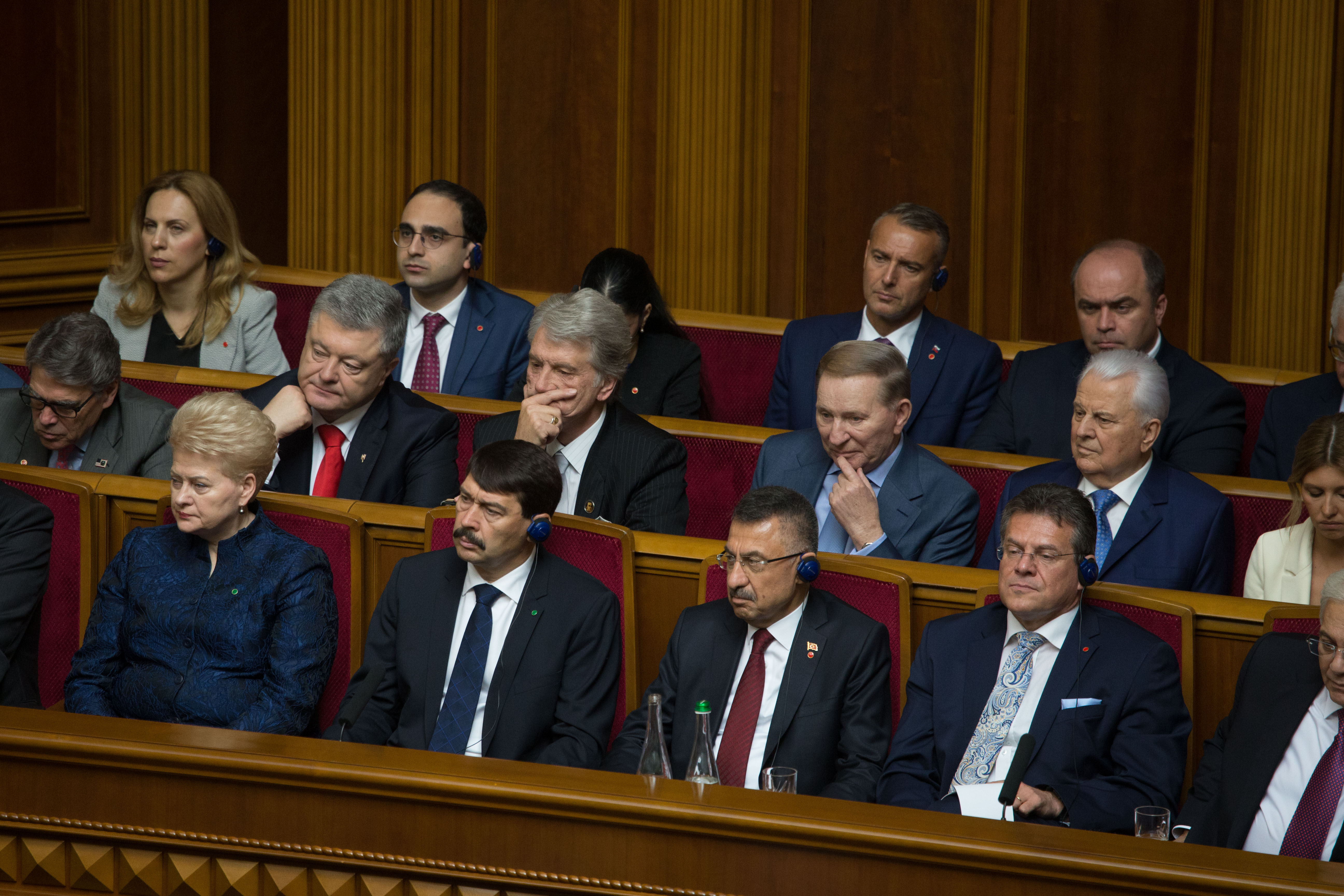
Petro Porochenko (deuxième en partant de la gauche, au deuxième rang) au côté de ses prédécesseurs Viktor Iouchtchenko, Leonid Koutchma et Leonid Kravtchouk lors de l’investiture de Volodymyr Zelensky, le 20 mai 2019.

Promettant de « revenir sauver l'Ukraine », Petro Porochenko annonce avant même la fin de sa présidence sa volonté d'entrer dans l'opposition au nouveau président et de se présenter aux élections législatives de 2019,. En vue de celles-ci, l'UDAR de Vitali Klitschko reprend son indépendance vis-à-vis du Bloc Petro Porochenko « Solidarité ». Le 31 mai, Porochenko est élu président de son parti, fraîchement renommé Solidarité européenne (ES). L’ancien chef de l’État place sur sa liste d’anciens combattants ukrainiens dans le Donbass, des activistes de la révolution de 2014 et des Tatars de Crimée en exil. Prenant acte des reproches sur son manque de proximité avec le peuple, il multiplie les bains de foule, sans pour autant que les intentions de vote en faveur de sa liste n’augmentent de façon significative.
Lors du scrutin anticipé, qui se tient le 21 juillet, Solidarité européenne arrive en quatrième position, obtenant 8,1 % des voix et 25 députés, derrière Serviteur du peuple de Zelensky (43,2 %) — qui obtient à lui seul la majorité absolue des sièges au Parlement, une première depuis l'indépendance —, la formation pro-russe Plateforme d'opposition-Pour la vie (13,1 %) et l'Union panukrainienne « Patrie » de Tymochenko (8,2 %),. Figurant en première position sur la liste de son parti, Petro Porochenko retourne au Parlement, qu’il avait quitté après son investiture à la présidence du pays.

### Mise en cause dans des affaires judiciaires
Après son départ de la présidence, plus de vingt affaires pénales sont ouvertes à l'encontre de Petro Porochenko
Le Bureau national des enquêtes ouvre en août 2019 une enquête pour des soupçons de voyage sous un faux nom aux Maldives en janvier 2018. En décembre suivant, l’institution ordonne la perquisition de ses locaux dans le cadre d'une enquête pour fraude fiscale au sujet de la vente d'une usine en 2018 ainsi que d'une enquête entourant la disparition supposée de documents secrets à la suite de son départ de la présidence. Au cours de l’année 2020, il est au total cité dans 15 enquêtes ouvertes depuis sa défaite à l’élection présidentielle (pour nominations illégales de juges à la Cour suprême, blanchiment d’argent, évasion fiscale, corruption et trahison pour la signature des accords de Minsk en 2015), ce qui pousse les représentations diplomatiques occidentales à soupçonner des règlements de compte de la part de son successeur,.
En juin 2020, pour la première fois formellement qualifié de suspect, Petro Porochenko voit le parquet général requérir son placement en détention dans le cadre d’une enquête pour abus de pouvoir lors de la nomination en 2018 d'un adjoint au dirigeant du Service de sécurité d'Ukraine (SBU, services de renseignement). L’ancien chef de l’État se dit innocent et évoque une « vengeance provenant de bons à rien ». Le parquet renonce finalement à sa demande, qui suscitait l’interrogation des Occidentaux sur ses motivations,.
Le 17 janvier 2022, alors qu'il rentre d'un séjour en Union européenne, son passeport est confisqué au poste-frontière à l'aéroport de Kiev, où se réunissent également des agents du Bureau d'enquête de l'État ; le document lui est finalement restitué un quart d'heure plus tard. Dans la même journée, l’ancien président participe à une manifestation au cours de laquelle il s'adresse à ses partisans en évoquant la situation, arguant une provocation. Il rejoint ensuite le tribunal de Petchersk,.
En février 2025, le Conseil de défense et de sécurité nationale d’Ukraine (RNBO) impose le gel de ses avoirs et comptes bancaires, tout en lui interdisant de quitter le territoire. Les services de renseignement indiquent qu'il représente une « menace pour la sécurité nationale, pour l’intégrité territoriale et pour la souveraineté de l’Ukraine ». Porochenko qualifie la décision du RNBO de « politiquement motivée ».

### Action après l'invasion de l'Ukraine par la Russie
Le 24 février 2022, l'armée russe lance une grande offensive tout au long de sa frontière avec l'Ukraine ainsi que depuis la Biélorussie afin de prendre Kiev, renverser le gouvernement ukrainien de Volodymyr Zelensky et le remplacer par un gouvernement favorable à Moscou. Petro Porochenko soutient dès le début son successeur à la tête du pays, affirmant qu'il n'est « plus le chef de l'opposition » et que seul Vladimir Poutine est son adversaire.
Il prend la tête d'une milice de défense surnommée le « bataillon Porochenko », qu'il équipe grâce à sa fortune personnelle. Sa milice participe à la bataille de Kiev, qui voit la mise en échec de la tentative d’invasion russe. Les mois suivants, son bataillon, comptant environ un millier de combattants, est déployé au sein des forces armées entre le front sud et le front du Donbass. Son groupement est composé de soldats, de volontaires, civils, mais aussi d'anciennes personnalités politiques à l’instar de son chef, comme l’ancien ministre de l’Intérieur Iouri Loutsenko ou l’ex-secrétaire du Conseil de défense et de sécurité nationale Oleksandr Tourtchynov. À travers sa fondation privée, il est l'un des principaux donateurs de l'armée ukrainienne, avec plus de cent millions d'euros.

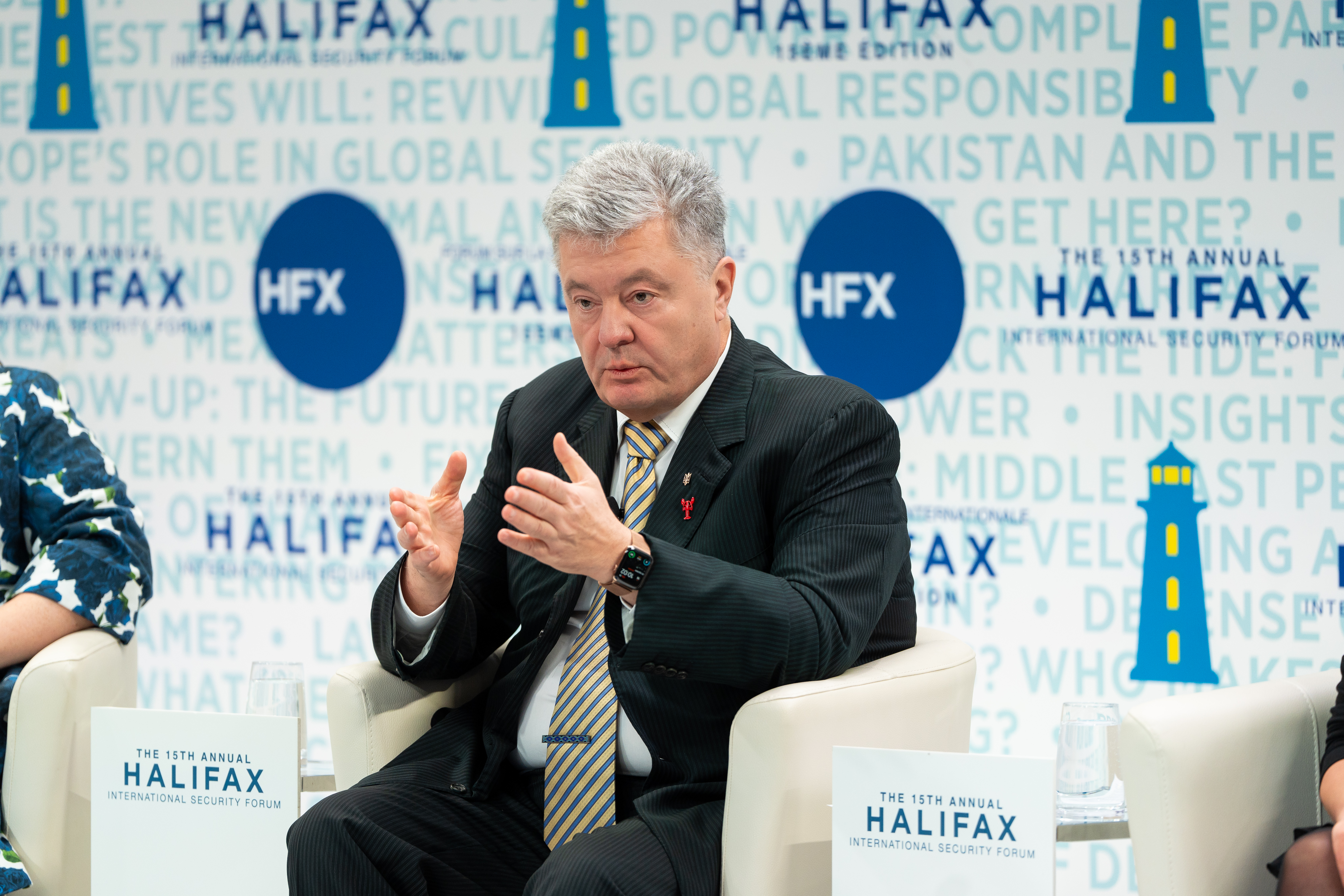
Petro Porochenko en 2023.

Notamment à partir de 2023, Petro Porochenko mène une tournée des capitales, principalement en Europe, afin de convaincre les Occidentaux de ne pas relâcher leurs efforts en faveur de l'Ukraine. Cependant, les autorités ukrainiennes l'empêchent de se rendre à Budapest (pour rencontrer son ami Viktor Orbán, jugé pro-russe), puis en Pologne et aux États-Unis,. Au début de l'année 2024, il dénonce une unité « en péril » en Ukraine et en particulier le souhait du président Zelensky de limoger Valeri Zaloujny, le très populaire commandant en chef des forces armées ukrainiennes : appelant à un gouvernement d'union nationale sur le modèle de ce qu'il s'est passé en Israël après les attaques du Hamas, il estime que Zaloujny est pragmatique et que Zelensky n'utilise pas « de la communication mais de la propagande ». Il déclare ainsi à L'Écho : 

« Valeri Zaloujny comprend mieux la situation que tous les conseillers présidentiels et les blogueurs qui rivalisent de propos guerriers sur la situation soi-disant positive sur le front. Il a raison de dire qu'au lieu de préparer une offensive, nous ferions mieux de fortifier encore la ligne de front et de poser des champs de mines pour nous défendre. Si nous ne le faisons pas, le prix à payer sera la vie de dizaines de milliers d'Ukrainiens. »

Alors qu'il souhaite voir son pays adhérer au plus vite à l'OTAN et à l'Union européenne, ses opposants soulignent qu'il est mis en cause dans des scandales financiers et qu'il incarne finalement la « vieille Ukraine », faite de copinages et d'intérêts personnels. Il nie de son côté tout fait de corruption et met en avant le bilan de sa présidence en la matière.